# 富士通ゼネラル体育館
富士通ゼネラル体育館（ふじつうゼネラルたいいくかん）は、神奈川県川崎市高津区にあった体育館。富士通ゼネラルではなく同社の健康保険組合である富士通ゼネラル健康保険組合が所有する。

## 歴史
1961年（昭和36年）年に開館。1970年代から一般開放されており地域住民なども利用している。
2015年（平成27年）からNPO法人「高津総合型スポーツクラブSELF」が管理運営を委託されている。
しかし、老朽化により修繕費や維持費が増し、2023年（令和5年）3月31日で閉館することが発表された。その後、2023年9月末まで閉館が先送りされることになった。

## 施設

### 所在地
- 川崎市高津区久本2-7-20[2]

### 利用日
- 月曜日から日曜日で指定する時間[2]